# Autoridad Única del Transporte

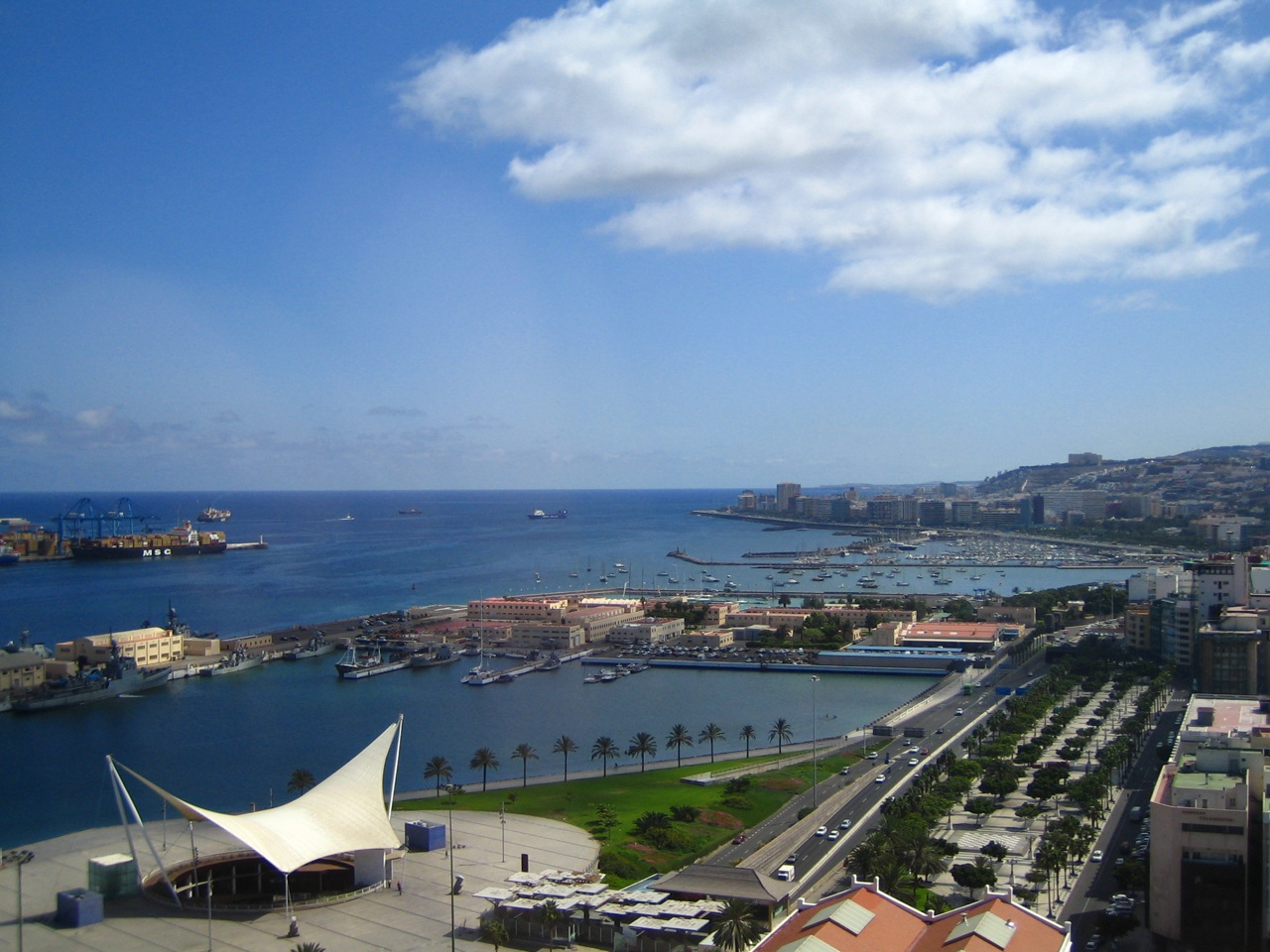
Vista de la carpa del intercambiador de guaguas de Santa Catalina en Las Palmas de Gran Canaria.

La Autoridad Única del Transporte de Gran Canaria es una entidad de derecho público constituida el 10 de mayo de 1999 por el Cabildo de Gran Canaria y el Ayuntamiento de Las Palmas de Gran Canaria, añadiéndose posteriormente el Ayuntamiento de Santa Lucía de Tirajana, para la gestión coordinada y conjunta de sus competencias en materia de transporte regular de viajeros por carretera. A este proyecto se le han adherido posteriormente otros ayuntamientos de la isla.
Entre las principales estaciones operadas por este consorcio se encuentran la Estación de San Telmo y el Intercambiador de Santa Catalina, ambas en Las Palmas de Gran Canaria.

## Objetivos
Los principales campos de actuación son la infraestructura del transporte, el sistema tarifario, la información al viajero, la definición y coordinación de los servicios y la concesión de subvenciones al transporte regular de viajeros, siendo sus objetivos:
- Dotar de nuevas infraestructuras de transportes donde la necesidad así lo requiera.
- Mejora y mantenimiento de la infraestructura de transporte existente (intercambiadores, estaciones, paradas preferentes, marquesinas y paradas).
- Mantener informado a los usuarios del transporte regular de viajeros por carretera de Gran Canaria de todo aquello relacionado con los servicios de transporte que sea de su interés (recorridos, horarios, paradas, tarifas, etc.)
- Mejorar la accesibilidad de las áreas territorialmente menos favorecidas, así como la accesibilidad en transporte público entre espacios económica y socialmente interdependientes.
- Responder por medio del sistema tarifario a las necesidades de cada segmento de usuarios y establecer programas específicos de fidelización para cada uno de ellos.
- Integrar y vertebrar el territorio insular.
- Articular un sistema de transporte de manera que los recursos públicos sean asignados de forma eficientes en términos económicos y sociales.
- Potenciar el uso del transporte público con el fin de conseguir un desarrollo sostenible que contribuya a la mejora del medio ambiente y al uso racional y eficiente de las infraestructuras viarias.

## Concesionarias
Las principales compañías concesionarias son Guaguas Municipales (concesión urbana de Las Palmas de Gran Canaria), Guaguas Melenara (concesión urbana de Telde) y Global (concesión interurbana de Gran Canaria).

## Tren de Gran Canaria
El Ferrocarril de Gran Canaria es un proyecto propulsado por el Cabildo de Gran Canaria y la Autoridad Única del Transporte que prevé la construcción de una línea de ferrocarril desde el Parque de Santa Catalina en Las Palmas de Gran Canaria hasta Meloneras (en el sur de la isla). La longitud del trazado sería de 58 kilómetros y se tardarían entre 25 y 30 minutos en ir de un extremo a otro. Están contempladas la construcción de estaciones en los parques de Santa Catalina y San Telmo (Las Palmas de Gran Canaria), el Hospital Insular, Jinámar, el casco de Telde, el aeropuerto, Carrizal, Arinaga, Vecindario, Playa del Inglés y Meloneras.
Una segunda fase del proyecto prevé la construcción de otra línea que vaya desde el Parque de Santa Catalina hasta Gáldar, incluido un ramal hacia la Universidad de Las Palmas de Gran Canaria.